# Convolvulus argyrothamnos
Convolvulus argyrothamnos är en vindeväxtart som beskrevs av W. Greuter. Convolvulus argyrothamnos ingår i släktet vindor, och familjen vindeväxter. Inga underarter finns listade i Catalogue of Life.